# Augusto Lotti
Augusto Diego Lotti (ur. 10 czerwca 1996 w Salto) – argentyński piłkarz pochodzenia włoskiego występujący na pozycji cofniętego napastnika lub skrzydłowego, od 2023 roku zawodnik Lanús.